# Neukyhna
Neukyhna – dzielnica gminy Wiedemar w Niemczech, w kraju związkowym Saksonia, w powiecie Nordsachsen. Do 31 grudnia 2012 samodzielna gmina, siedziba związku gmin Wiedemar. Do reformy administracyjnej w 2008 gmina leżała w powiecie Delitzsch, a do 29 lutego 2012 do okręgu administracyjnego Lipsk.
Dzielnica Neukyhna leży na zachód od miasta Delitzsch.
W skład dzielnicy wchodzą następujące miejscowości:
- Doberstau
- Kyhna
- Lissa
- Pohritzsch
- Quering
- Serbitz
- Zaasch
- Zschernitz